# Beta Pictoris
Désignations
Beta Pictoris (β Pic / β Pictoris) est la deuxième étoile la plus brillante de la constellation du Peintre. Elle est située à 63,4 années-lumière de notre Système solaire et est 1,75 fois plus massive et 8,7 plus lumineuse que notre Soleil. Le système Beta Pictoris est très jeune, âgé seulement de 8 à 20 millions d'années bien qu'il soit déjà dans la séquence principale de son évolution stellaire.
Beta Pictoris est l'étoile principale du groupe mouvant de Beta Pictoris, une association stellaire de jeunes étoiles ayant le même âge et partageant un même mouvement à travers l'espace.

## Planétésimaux et planètes
Beta Pictoris montre une émission en excès d'infrarouge par rapport aux autres étoiles de son type, causé par de grandes quantités de poussière et de gaz (y compris du monoxyde de carbone), près de l'étoile. Des observations détaillées révèlent un large disque de poussière et de gaz autour de l'étoile, qui a été le premier disque de débris photographié de l'histoire. Outre la présence de plusieurs ceintures de planétésimaux et activités cométaires,, des indices laissent penser que des planètes se sont formées dans ce disque et que le processus de formation planétaire puisse être toujours en cours. La matière du disque de débris de Beta Pictoris pourrait être la source dominante de météoroïdes interstellaires dans notre système solaire.
L'Observatoire européen austral (ESO) a confirmé en 2008, par la méthode de l'imagerie directe, la présence d'une planète orbitant dans le plan du disque de débris entourant l'étoile. Cette planète, Beta Pictoris b, est actuellement l'exoplanète la plus proche de son étoile jamais photographiée : sa séparation observée est à peu près équivalente à la distance entre Saturne et le Soleil. En 2019, la découverte d'une nouvelle planète, Beta Pictoris c, est annoncée. Elle est située à une distante qui serait équivalente à celle de la ceinture d'astéroïdes dans le système solaire, plus proche de l'étoile que ne l'est Beta Pictoris b ; contrairement à cette dernière, elle a été découverte indirectement par la méthode des vitesses radiales.

## Localisation et visibilité
Beta Pictoris est une étoile de la constellation du Peintre, dans l'hémisphère Sud, à l'ouest de l'étoile brillante Canopus. Elle marquait traditionnellement la sonde du navire Argo, avant que cette constellation soit coupée en deux.
La distance nous séparant de Beta Pictoris a été trouvée en mesurant sa parallaxe trigonométrique, grâce au satellite Hipparcos : on note le léger décalage de sa position selon le déplacement de la Terre autour du Soleil. Beta Pictoris affiche ainsi une parallaxe de 51,87 milliarcsecondes, une valeur réévaluée postérieurement à 51,44 milliarcsecondes quand les données ont été réanalysées en prenant mieux en compte les erreurs systématiques. Notre distance à Beta Pictoris est donc de 63,4 années-lumière, avec une incertitude de 0,1 année-lumière.
Hipparcos a aussi mesuré le mouvement propre de Beta Pictoris : elle voyage vers l'est à une vitesse de 4,65 milliarcsecondes par an, et vers le nord à 83,10 milliarcsecondes par an. Les mesures de l'effet Doppler dans le spectre de l'étoile révèle qu'elle s'éloigne de nous à un rythme de 20 km/s. Plusieurs autres étoiles partagent le même mouvement à travers l'espace, et ont probablement été formées dans le même nuage de gaz au même moment : c'est le groupe mouvant de Beta Pictoris.
L'étoile a une magnitude apparente de 3,861 ; elle est donc visible à l’œil nu dans de bonnes conditions d'observation. C'est la deuxième étoile la plus brillante de la constellation derrière Alpha Pictoris, qui a une magnitude apparente de 3,30.

## Propriétés physiques

### Spectre, luminosité et variabilité
Grâce aux mesures réalisées dans le cadre du projet Nearby Stars, Beta Pictoris a été classée étoile de type AV et a une température de 8 052 kelvins (7 779 °C), ce qui est plus chaud que les 5 778 kelvins (5 505 °C) de notre Soleil. L'analyse du spectre révèle que l'étoile a un taux légèrement plus élevé d'éléments lourds, appelés métaux en astronomie. Son taux de métaux est 12% plus élevé que celui du Soleil.
L'analyse du spectre révèle également que la gravité de surface de Beta Pictoris vaut log(g)=4.15, soit 140 m/s2. C'est environ la moitié de l'accélération gravitationnelle du Soleil (274 m/s2).
En tant qu'étoile de type A en séquence principale, Beta Pictoris est plus lumineuse que notre Soleil : sa magnitude apparente de 3,861 combinée à la distance de 19,77 parsecs donne une magnitude absolue de 2,42 (quand le Soleil a une magnitude absolue de 4,83),. Cela correspond à une luminosité visuelle 9,2 fois plus grande que celle du Soleil. En prenant en compte l'intégralité du spectre de radiation de ces deux étoiles, Beta Pictoris est 8,7 fois plus lumineuse que le Soleil,.
De nombreuses étoiles en séquence principale de type A se trouvent dans la région du diagramme de Hertzsprung–Russell appelée bande d'instabilité, occupée par des étoiles variables pulsantes. En 2003, une surveillance photométrique de l'étoile a révélé des variations de luminosité d'environ 1 à 2 millimagnitudes sur une fréquence de 30 à 40 minutes environ. L'étude de la vitesse radiale de Beta Pictoris a également révélé sa variabilité : il y a des pulsations sur deux fréquences, l'une à 30,4 minutes et l'autre à 36,9 minutes. L'étoile est donc classée comme étoile variable de type Delta Scuti.

### Masse, rayon et rotation
La masse de Beta Pictoris a été déterminée en utilisant les modèles d'évolution stellaire et en les adaptant aux propriétés observées de l'étoile. Cette méthode donne une masse stellaire entre 1,7 et 1,8 masse solaire.
Le diamètre angulaire de l'étoile a été mesuré par interférométrie avec le very Large Telescope, et vaut 0,84 milliarcsecondes. Cette valeur, combinée à la distance de 63,4 années-lumière, donne un rayon 1,8 fois supérieur à celui de notre Soleil.
La vitesse de rotation de Beta Pictoris est au moins de 130 km/s selon les mesures. Comme cette valeur est dérivée par la mesure de la vitesse radiale, c'est une limite inférieure à la véritable vitesse rotationnelle : le nombre mesuré est en réalité v sin (i), où i représente l'inclinaison de l'axe de rotation de l'étoile en ligne de mire. Si on considère que beta Pictoris est vue depuis la Terre dans son plan équatorial, on peut raisonnablement assumer que comme le disque circumstellaire est vu de la tranche, la période de rotation est de 16 heures environ – c'est significativement plus court que notre Soleil (609,12 heures).

### Âge et formation

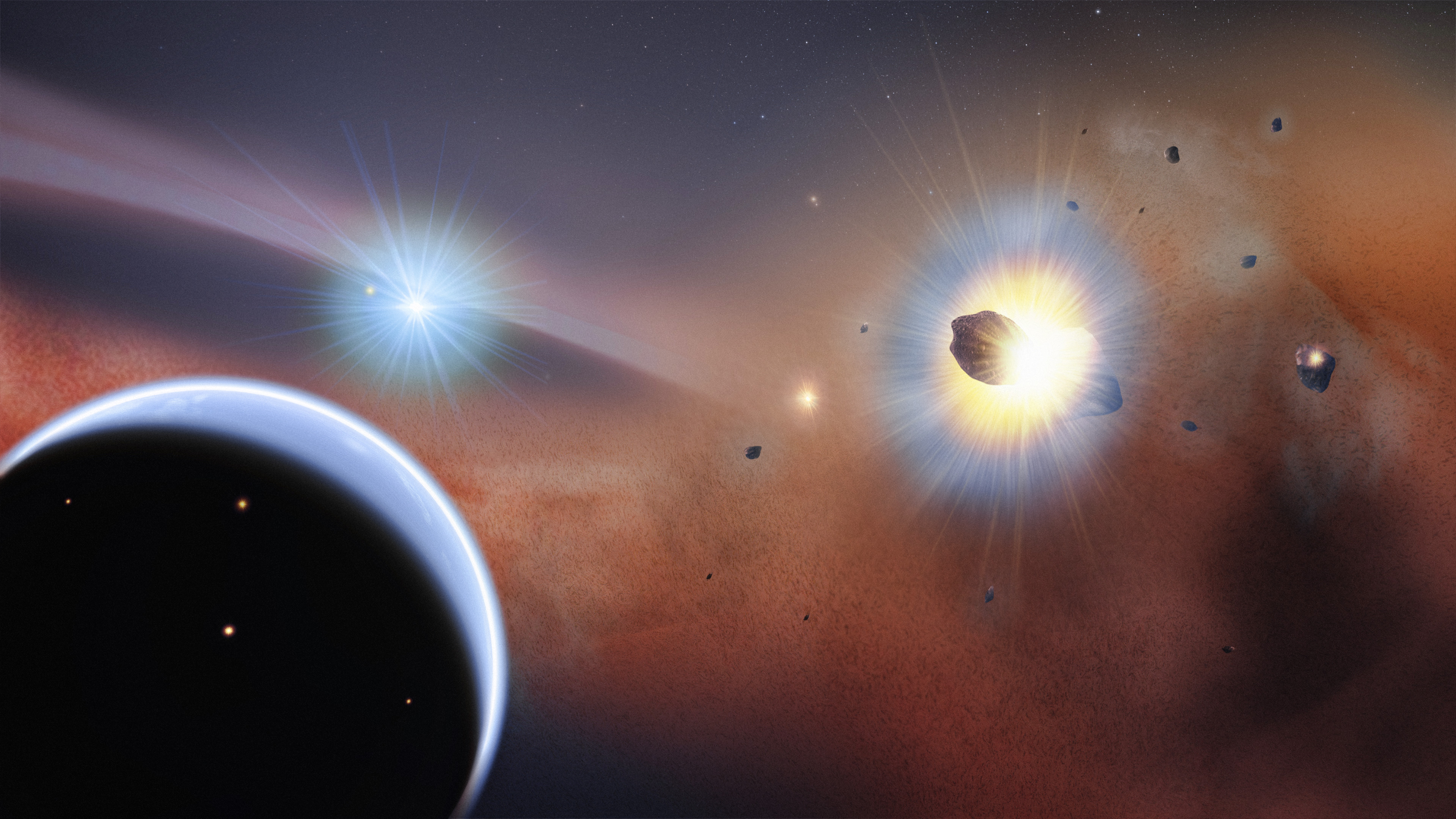
Impression d'artiste de Beta Pictoris.

La présence d'une quantité significative de poussières autour de l'étoile implique que le système est jeune, et a suscité un débat pour savoir s'il avait déjà entamé sa séquence principale ou s'il était toujours une étoile de la pré-séquence principale. Cependant, la mesure de la distance de l'étoile par Hipparcos a révélé que Beta Pictoris était plus éloignée qu'on ne le pensait auparavant, et qu'elle était donc plus lumineuse. Une fois les données d'Hipparcos prises en compte, on a déterminé que Beta Pictoris était proche de la « séquence principale d'âge zéro », donc dans la séquence principale. L'analyse de Beta Pictoris et d'autres étoiles de son groupe mouvant suggère qu'elles sont âgées de 12 millions d'années environ. En prenant en compte l'incertitude, son âge peut aller de 8 à 20 millions d'années.
Beta Pictoris a pu se former près de l'association Scorpion-Centaure. L'effondrement du nuage de gaz qui a formé Beta Pictoris a pu être déclenché par l'onde de choc d'une supernova, et l'étoile devenue supernova a pu être une ancienne compagne de HIP 46950, désormais étoile fugitive. En retraçant le chemin de HIP 46950, on pense qu'elle était dans les environs de l'association Scorpion-Centaure il y a 13 millions d'années.

## Environnement circumstellaire

### Disque de débris

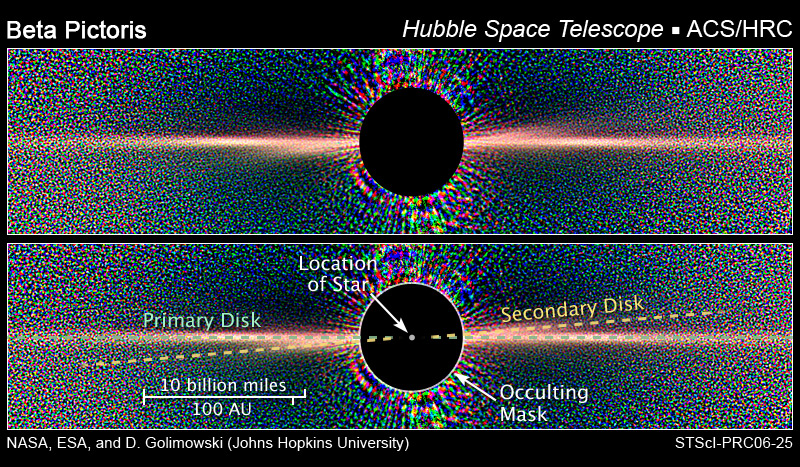
Vue des disques de débris primaire et secondaire par le télescope spatial Hubble.

En 1983, le télescope spatial infrarouge IRAS a détecté chez Beta Pictoris un excès d'émission en infrarouge par rapport aux autres étoiles de son type. Avec Véga, Fomalhaut et Epsilon Eridani, c'était l'une des premières étoiles pour lesquelles un tel excès était détecté. Les étoiles de type A comme Beta Pictoris tendent à émettre des rayonnements du côté bleu du spectre, la découverte d'un excès de radiation en infrarouge impliquait la présence de matière froide (poussière et gaz) orbitant autour de l'étoile. Cette hypothèse a été vérifiée en 1984, quand le disque circumstellaire de Beta Pictoris a été imagé – une première historique.
Le disque de débris est vu par la tranche par les observateurs terriens, orienté selon un plan nord-est – sud-ouest. Le disque est asymétrique : il s'étend jusqu'à 1835 unités astronomiques (UA) du côté nord-est et 1450 UA seulement du côté sud-ouest. Il est en rotation : le côté au nord-est de l'étoile s'éloigne de nous tandis que celui au sud-ouest se rapproche.
Plusieurs anneaux elliptiques de matière ont été observés dans les régions externes du disque de débris, entre 500 et 800 UA. Ils ont pu se former après le passage d'une étoile à proximité, qui aurait dérangé le système. Les données astrométriques de la mission Hipparcos ont révélé que la géante rouge Beta Columbae est passée à moins de 2 années-lumière de Beta Pictoris il y a environ 110 000 ans, mais une perturbation plus importante encore a pu être causée par Zeta Doradus, passée à une distance de 3 années-lumière il y a 350 000 ans. Cependant, les simulations informatiques favorisent une vitesse plus restreinte pour l'astre perturbateur, suggérant ainsi que la responsable de la formation des anneaux puisse être une étoile compagne de Beta Pictoris, sur une orbite instable. Les simulations laissent entendre que ladite étoile ferait 0,5 masse solaire – une naine rouge de type MV,.

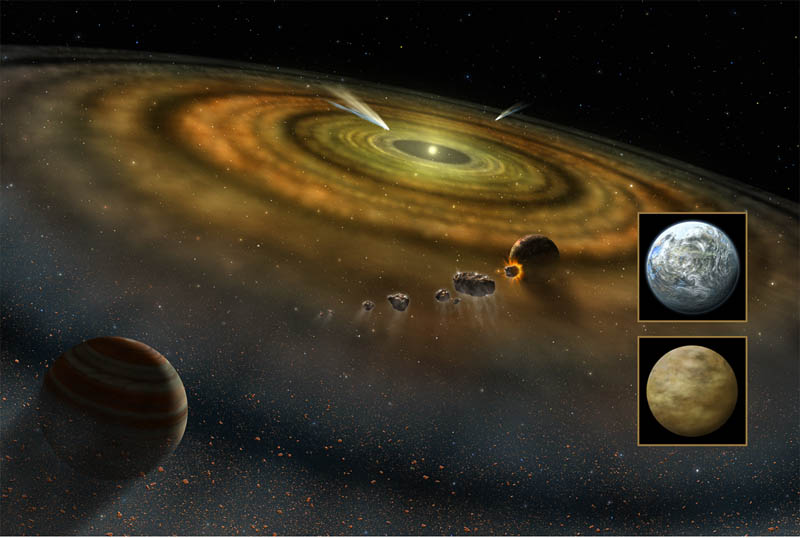
Processus de formation planétaire, incluant des exocomètes et d'autres planétésimaux, autour de Beta Pictoris (vue d'artiste NASA).

En 2006, la photographie du système par la caméra avancée pour la surveillance (ACS) du télescope spatial Hubble a révélé la présence d'un disque de poussière secondaire, incliné de 5° par rapport au disque principal et s'étendant jusqu'à 130 UA de l'étoile. Le disque secondaire est asymétrique : son extension sud-ouest est plus incurvée et moins inclinée que celle au nord-est. L'image de Hubble n'était pas assez bonne pour distinguer le disque primaire du secondaire à moins de 80 UA de Beta Pictoris, mais l'extension nord-est du disque de poussière semble former une intersection avec le disque primaire à environ 30 UA de l'étoile. Le disque secondaire a pu être produit par l'orbite inclinée d'une planète massive, qui aurait attiré de la matière du disque primaire pour la disposer dans sa propre orbite.
Des études réalisées avec le télescope ultraviolet FUSE de la NASA ont permis de découvrir que le disque de Beta Pictoris contient une extrême surabondance de gaz riche en carbone. Celui-ci aide à stabiliser le disque face à la pression de radiation, qui aurait, sans résistance, soufflé la matière dans l'espace interstellaire. Il existe aujourd'hui deux explications possibles à cette surabondance de carbone. Beta Pictoris pourrait être en train de former des planètes de carbone. Il est aussi envisageable qu'elle traverse une phase mal connue qui a pu se produire dans le développement primitif du système solaire, et qui a vu se produire des météorites riches en carbone, appelées chondrites à enstatite.
En 2011, le disque entourant Beta Pictoris est devenu le premier système planétaire à être imagé par un astronome amateur. Rolf Olsen, néo-zélandais, a immortalisé le disque avec un télescope de Newton et une webcam modifiée.

### Ceintures planétésimales

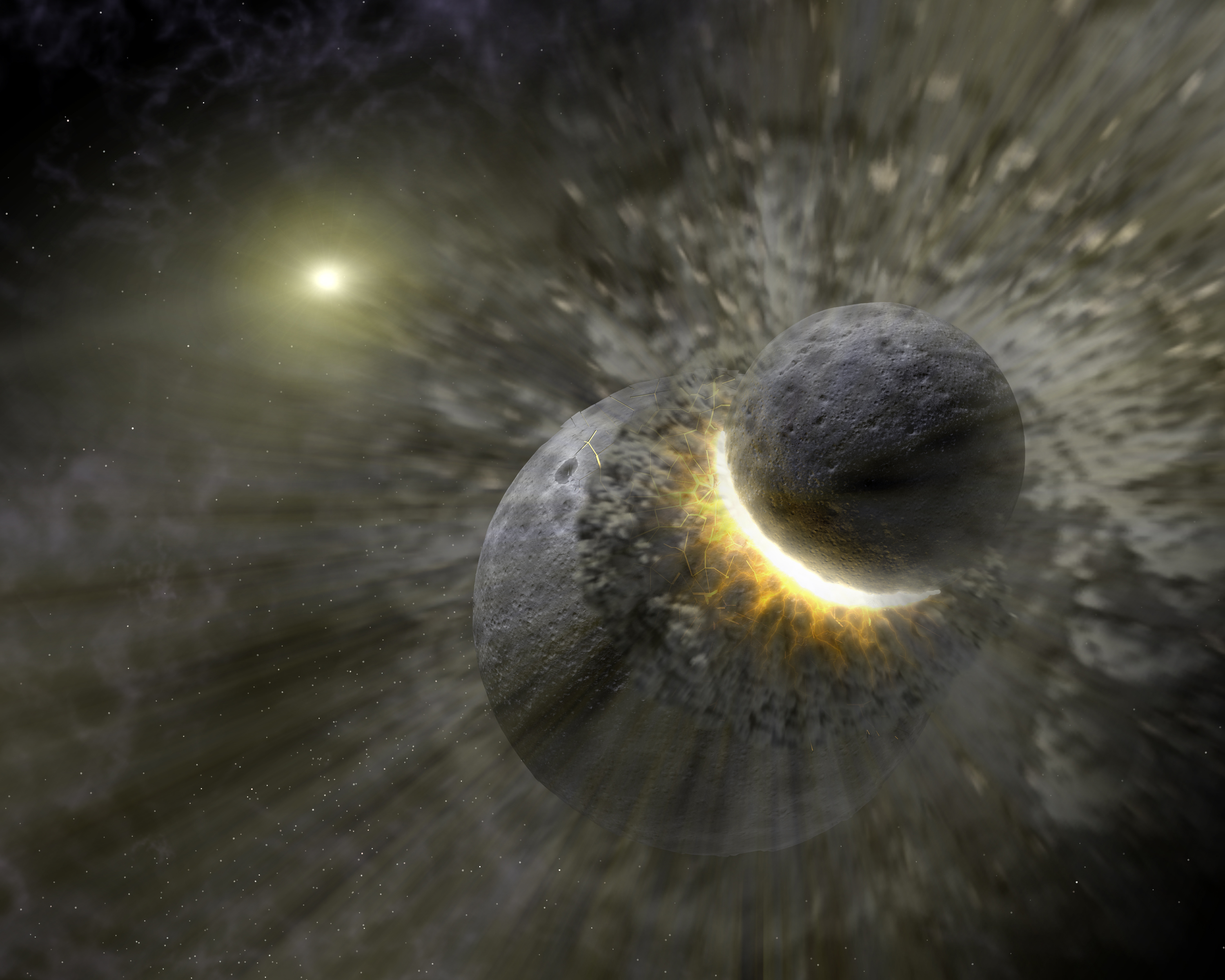
La poussière environnant Beta Pictoris a pu être produite par des collisions de gros planétésimaux.

En 2003, la photographie de la région interne du système Beta Pictoris par le télescope Keck II a révélé la présence de plusieurs caractéristiques interprétables comme des ceintures ou des anneaux de matière. Les ceintures sont à environ 14, 28, 52 et 82 unités astronomiques de l'étoile, et alternent en inclinaison par rapport au disque principal.
Des observations ont révélé en 2004 la présence d'une ceinture interne contenant du silicate, à 6,4 UA de l'étoile. Le silicate a également été détecté à 16 et 30 UA de l'étoile, avec un manque de poussière entre 6,4 et 16 UA. Cela suggère l'existence d'une planète massive orbitant dans cette région,. De l'olivine riche en magnésium a aussi été détectée, très similaire à celle trouvée dans les comètes du système solaire et différente de celle trouvée dans ses astéroïdes. Les cristaux d'olivine ne peuvent se former qu'à moins de 10 UA de l'étoile ; ils ont donc été transportés vers la ceinture après formation, probablement par mélange radial.
Une modélisation du disque de poussière à 100 UA de l'étoile suggère que la poussière de cette région a été produite par une série de collisions, initiée par la destruction de planétésimaux d'un rayon de 180 kilomètres environ. Après les collisions initiales, les débris subissent d'autres collisions dans un processus appelé cascade collisionnelle. Des processus similaires ont mené à la formation de disques de débris autour de Fomalhaut et AU Microscopii.

### Objets évaporés
Le spectre de Beta Pictoris montre une forte variabilité de court terme, qui a été remarquée pour la première fois dans le décalage vers le rouge de diverses lignes d'absorption. Ceci a été interprété comme la conséquence de la chute de matière vers l'étoile. Cette matière pouvait être de petits objets semblables à des comètes, sur une orbite les faisant approcher de l'étoile, où ils commencent à s'évaporer. Des évènements transitoires d'absorption en décalage vers le bleu ont également été détectés, mais moins fréquemment. Ils peuvent représenter un second groupe d'objets sur des orbites différentes. Une modélisation détaillée indique que les objets évaporés ne sont probablement pas composés majoritairement de glace, comme les comètes, mais sont au contraire un mélange de poussière et de glace avec une croûte de matériau réfractaire. Ces objets ont pu être perturbés sur leur orbite par l'influence gravitationnelle d'une planète d'orbite modérément excentrique autour de Beta Pictoris, à une distance d'environ 10 UA de l'étoile. Les objets évaporés peuvent aussi être responsables de la présence de gaz, situé bien au-dessus du plan du disque de débris principal.

### Système planétaire
La méthode des vitesses radiales, utilisée pour découvrir la majorité des exoplanètes dans les années 2010, n'est pas adaptée à l'étude des étoiles de type A comme Beta Pictoris, et son âge peu avancé rend l'exercice plus difficile encore à cause du bruit. Dans les limites imposées par cette méthode, on peut exclure des planètes de type Jupiter chaud, supérieures à 2 masses joviennes à une distance de 0,05 UA de l'étoile. Pour les planètes orbitant à 1 UA, celles de moins de 9 masses joviennes auraient échappé à la détection,. Pour trouver des planètes dans le système Beta Pictoris, les astronomes cherchent donc leurs effets sur l'environnement circumstellaire.

#### Beta Pictoris b

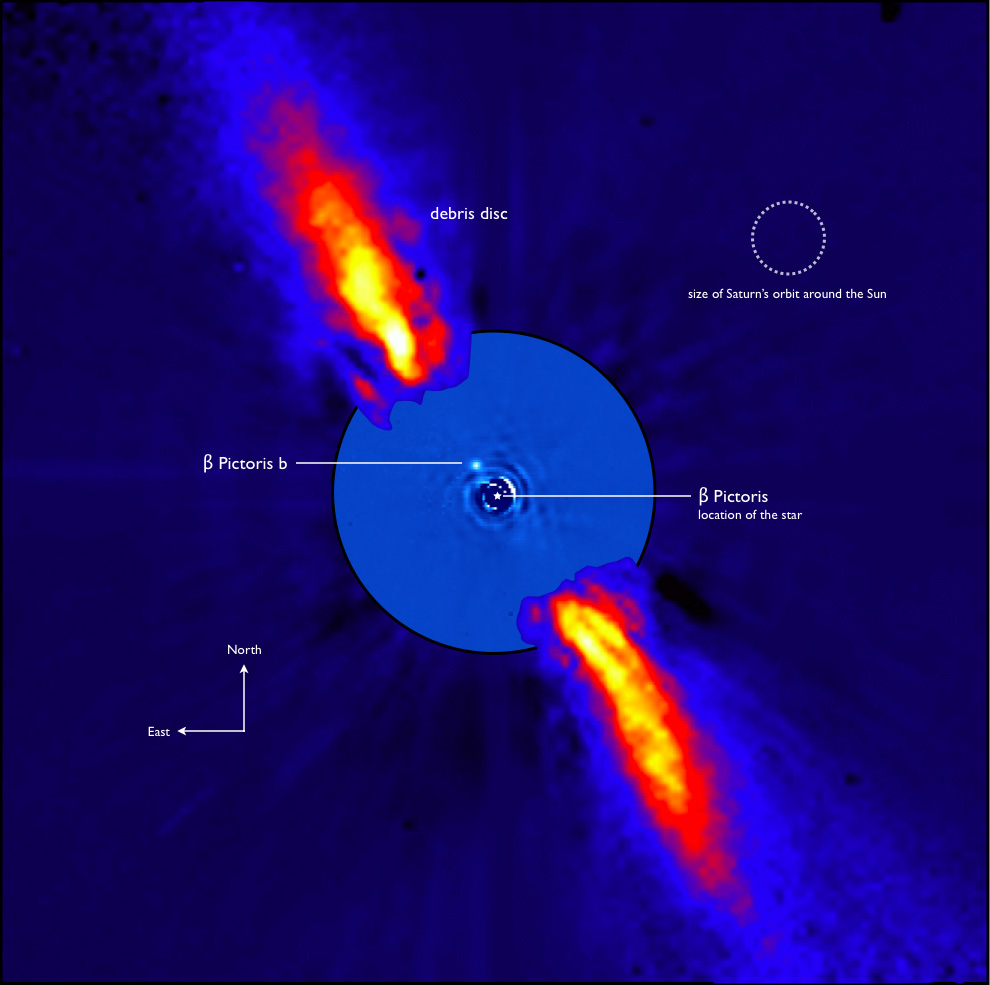
Image d'une planète de Beta Pictoris par l'Observatoire européen austral.

Le 21 novembre 2008, il a été annoncé que des observations en infrarouge réalisées en 2003, avec le Very Large Telescope, ont révélé une potentielle planète autour de Beta Pictoris. À l'automne 2009, cette planète a été observée avec succès de l'autre côté de l'étoile, confirmant son existence et la validité des observations précédentes. Il devrait être possible d'observer l'orbite complète de la planète d'ici quinze ans.
De nombreux indices suggèrent l'existence d'une planète massive orbitant à 10 UA environ de l'étoile : la zone dépourvue de poussière entre les ceintures planétésimales de 6,4 UA et 16 UA laisse penser que cette région a été « nettoyée ». Une planète à cette distance expliquerait l'origine des objets évaporés, et les anneaux déformés et inclinés du disque intérieur suggèrent qu'une planète massive sur une orbite inclinée perturbe le disque,.

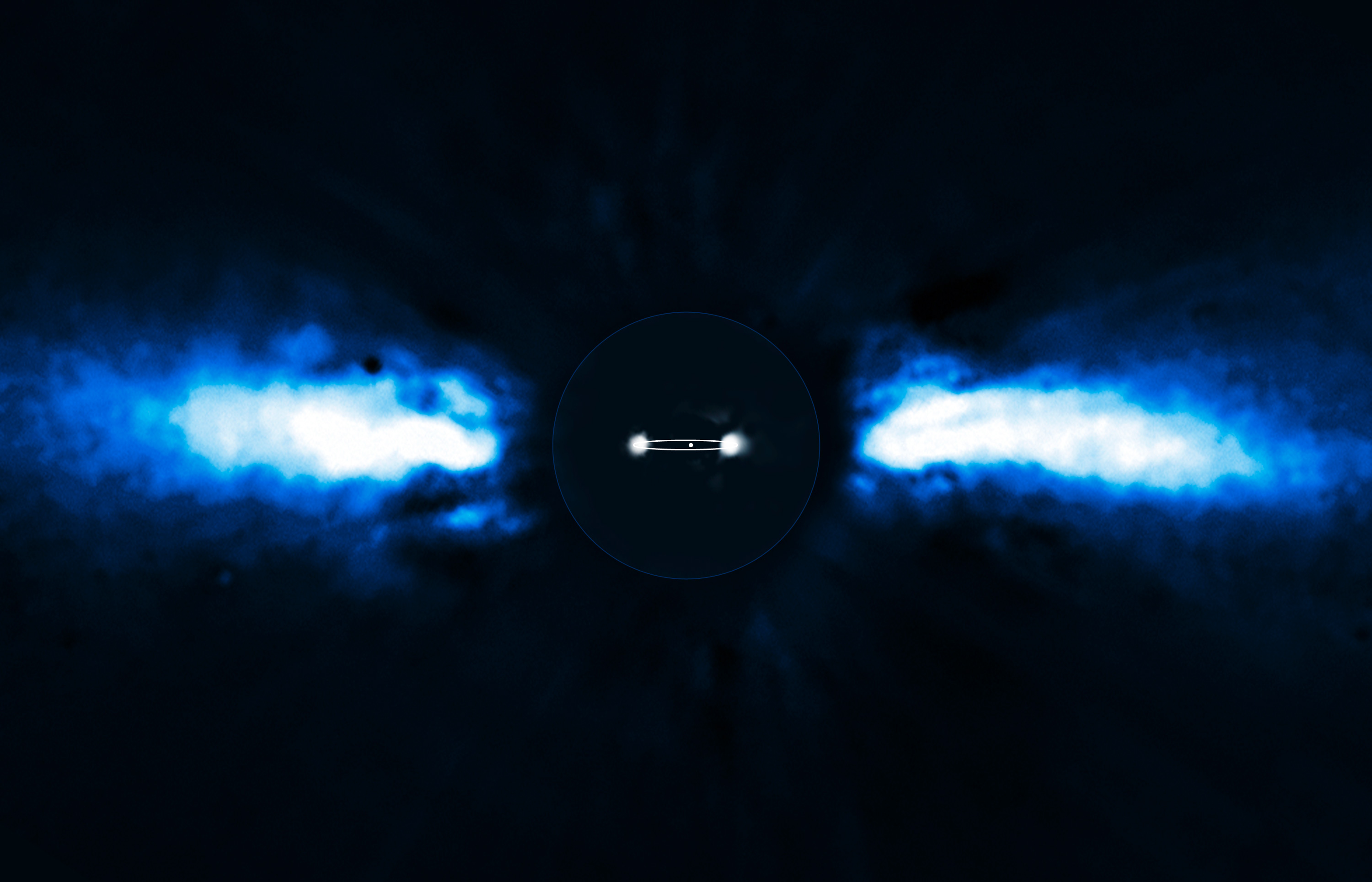
Beta Pictoris b dans les deux élongations.

L'objet a été observé à une distance angulaire de 411 milliarcsecondes de Beta Pictoris, ce qui correspond à une distance dans le plan du ciel de 8 UA. Pour comparaison, le rayon orbital des planètes Jupiter et Saturne est respectivement de 5,2 UA et 9,2 UA. L'estimation de sa masse dépend des modèles théoriques d'évolution planétaire, et prédit que l'objet a environ 8 masses joviennes et se refroidit encore, avec une température entre 1400 et 1600 K. Mais les modèles n'ont pas encore été confrontés à de vraies données, dans l'échelle de masse et d'âge de cette planète.
Le demi-grand axe est de 8-9 UA et la période orbitale est de 17 à 21 ans. Un évènement semblable à un transit a été observé en novembre 1981,, qui concorde avec ces estimations. Si un tel transit est confirmé, le rayon de l'objet en transit serait de 2 à 4 rayons joviens, ce qui est plus large que le nombre prédit par les modèles théoriques. Cela pourrait indiquer que, comme c'est le cas pour la planète Fomalhaut b, Beta Pictoris b est entourée d'un large système d'anneaux ou d'un disque formant une lune.
Des images de haute qualité capturées par le Gemini Planet Imager entre novembre 2013 et avril 2015 suivent une séquence orbitale d’un an et demi sur sa période orbitale de 22 ans.

#### Beta Pictoris c
Le 19 août 2019, une équipe de l'Institut de planétologie et d'astrophysique de Grenoble annonce la découverte d'une nouvelle planète dans le système de Beta Pictoris, Beta Pictoris c. Contrairement à Beta Pictoris b, elle a été détectée indirectement par la méthode des vitesses radiales, grâce à l'accumulation de données obtenues pendant plus de 10 ans avec l'instrument HARPS de l'observatoire de La Silla. Il a fallu également supprimer le signal lié aux pulsations de type δ Scuti dues à l'étoile. La planète orbite à une distance moyenne de 2,7 UA (ce qui dans le système solaire serait localisé au sein de la ceinture d'astéroïdes) mais avec une excentricité relativement élevée de 0,24 ; il lui faut environ 1 200 jours pour accomplir son orbite,. Elle aurait une masse équivalente à 9 fois celle de Jupiter. Bien que de masse proche de β Pictoris b, elle est 6 fois moins lumineuse.

#### Autres planètes
L'observation de la planète elle-même ne suffit pas à expliquer la structure des ceintures à 30 et 52 UA de l'étoile. Ces ceintures peuvent être liées à de plus petites planètes à 25 et 44 UA, avec une masse respective de 0,5 et 0,1 masse jovienne (MJ). Un tel système planétaire, s'il existe, serait proche d'une résonance orbitale de 1:3:7. Il se peut aussi que les anneaux du disque extérieur à 500-800 UA soient indirectement causés par l'influence de ces planètes.
En novembre 2007, plusieurs astres de la taille de Pluton ont été mis en évidence autour de Beta Pictoris.

#### D'après extrasolar visions[Quoi ?]
Les masses sont exprimées en multiples de la masse de Jupiter.
| Nom                  | Masse (MJ) | Distance (UA) |
| -------------------- | ---------- | ------------- |
| Beta Pictoris b      | 2          | 8             |
| Beta Pictoris Comète | ?          | 40            |
| Beta Pictoris c      | 13         | 537           |

#### D'aprèsFlorian Freistetter, Alexander V. Krivov, Torsten Löhne
| Nom             | Masse (MJ) | Distance (UA) |
| --------------- | ---------- | ------------- |
| Beta Pictoris b | 2          | 12            |
| Beta Pictoris c | 0,5        | 25            |
| Beta Pictoris d | 0,1        | 44            |

#### D'après Exoplanet Exploration 2022
| Nom             | Masse (MJ) | Distance à son * (UA) |
| --------------- | ---------- | --------------------- |
| Beta Pictoris b | 11         | 9,1                   |
| Beta Pictoris c | 9          | 2,7                   |

## Jet de poussière
En 2000, des observations de l'Advanced Meteor Orbit Radar, à l'université de Canterbury en Nouvelle-Zélande, ont révélé la présence d'un flux de particules provenant de Beta Pictoris, qui pourrait être une source majeure de météoroïdes interstellaires dans notre système solaire. Ces particules sont relativement grosses, avec un rayon supérieur à 20 micromètres, et leur vitesse suggère qu'ils ont dû quitter le système Beta Pictoris à 25 km/s environ. Ces particules ont pu être éjectées du disque de débris au passage de planètes géantes gazeuses, et pourraient indiquer que le système Beta Pictoris forme un nuage d'Oort. Une modélisation de l'éjection de poussière indique que la pression de radiation peut également en être responsable, et suggère que les planètes au-delà de 1 UA de l'étoile ne peuvent pas directement causer le jet.

## Dans la fiction
Dans le film L'Extraterrestre, il est question d'habitants de Kryptalon (planète de l'étoile Beta Pictoris).